# 玉前駅
玉前駅（たまさきえき）は、千葉県市原市五井南海岸にある京葉臨海鉄道臨海本線の貨物駅である。
1984年以降は12ftコンテナを扱っていたが、2017年3月をもって取り扱い廃止されたため、以降は貨物の取り扱いがなく、事実上の休止駅になっている。

## 歴史
- 1965年（昭和40年）6月1日：開業。
- 1984年（昭和59年）2月1日：コンテナ貨物の取扱を開始。
- 2017年（平成29年）3月4日：コンテナ貨物の取扱を廃止。

## 駅構造

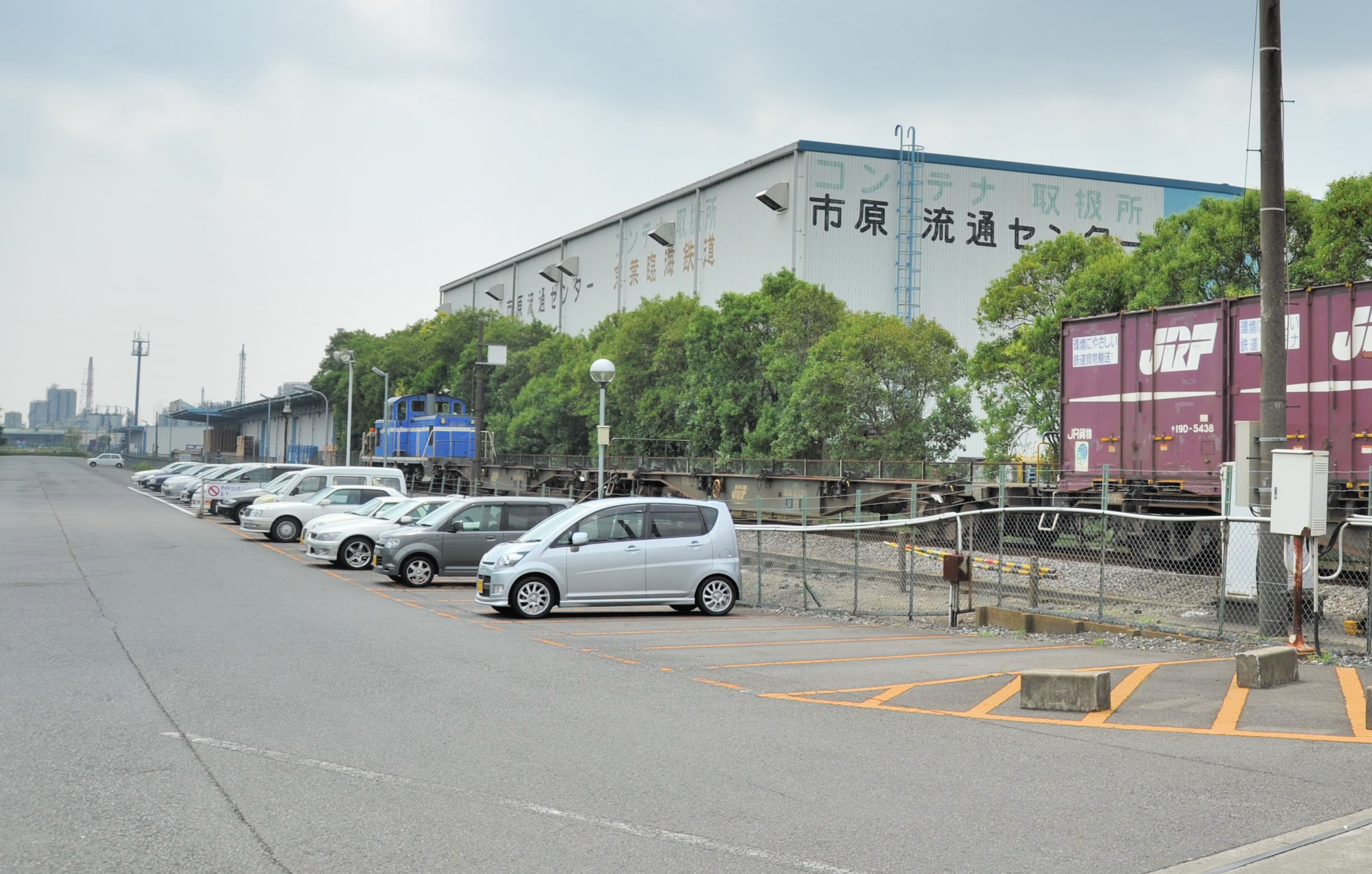
駅近隣風景（2010年6月）

地上駅。1面1線のコンテナホームと着発線1線のみを有する小規模な駅である。この駅着のコンテナ車は、通常編成前部に連結され、後部に連結された京葉久保田行き貨車を本線上に解放後、入換えが行われる。発列車も同様である。
かつては車扱貨物も扱っており、北側にあるデンカ千葉工場への専用線が存在したが、タンクコンテナに置き換えられた。

## 駅周辺
- デンカ千葉工場
- 市原臨海競技場

## 隣の駅
京葉臨海鉄道
■臨海本線
浜五井駅 - 玉前駅 - 甲子駅